# Distretto di Anuppur
Il distretto di Anuppur è un distretto del Madhya Pradesh, in India, di 667 155 abitanti. È situato nella divisione di Rewa e il suo capoluogo è Anuppur.